# Эра Варгаса
Эра Варгаса (порт. Era Vargas) — период в истории Бразилии, когда у власти находился Жетулиу Варгас, который правил страной с 1930 по 1945 годы, фактически обладая авторитарными полномочиями. Также носит название периода Нового государства (порт. Estado Novo). Иногда к этому периоду относят и 1951—1954 годы, когда Варгас был избран на должность президента Бразилии в результате демократических выборов. Эта эпоха стала поворотной точкой в истории страны в связи со многочисленными нововведениями Варгаса, как экономическими, так и социальными.

## Предпосылки

### Великая депрессия в Бразилии
Восстание лейтенантов, вспыхнувшее в 1922 году в период Олигархической республики, не привело к значительным изменениям социальной структуры Бразилии. Тем не менее, правящая паулистская кофейная олигархия не смогла выдержать острый кризис мирового капитализма 1929 года. Такая чувствительность Бразилии к Великой депрессии объяснялась большой зависимостью экономики страны от иностранных рынков и ссуд. Несмотря на ограниченное индустриальное развитие в Сан-Паулу, экспорт кофе и другой необработанной продукции всё ещё оставался основой экономики. После того, как фондовые биржи США потерпели крах 29 октября 1929 года (Чёрный вторник), цены на кофе неожиданно упали на 30 %. Дальнейшее снижение цен было ещё более острым: в период с 1929 по 1931 годы кофе подешевел с 22,5 до 8 центов за фунт. Мировая торговля резко уменьшилась, и экспортёры кофе понесли значительные потери доходов в иностранных валютах. Великая депрессия, возможно, повлияла на Бразилию больше, чем на США.
Крах бразильского правительства был тесно связан с крахом бразильской программы валоризации (поддержки цен), которая лежала в основе поддержки олигархии. Кофейные плантаторы стали опасно зависимыми от правительственной валоризации. К примеру, вследствие спада, наступившего после Первой мировой войны, правительство не тратило средства, необходимые для поддержки кофейной промышленности. Но в период 1929—1930 годов мировой спрос на бразильскую первичную продукцию упал намного сильнее, не оставляя возможности поддерживать доходы государственного бюджета. В конце 1930 года золотой запас Бразилии был исчерпан, что ещё сильнее толкало обменный курс вниз. В результате программа поддержания цен на кофе путём скупки излишков полностью провалилась.
Правительство Вашингтона Луиса было не в состоянии найти выход из сложившейся ситуации, в итоге производители кофе натолкнулись на невозможность продать урожай. Из-за того, что власть основывалась на патронаже, широкомасштабное нарушение деликатного баланса региональных интересов делало режим Вашингтона Луиса очень уязвимым. Правительственная политика защищала интересы иностранцев, которые также пострадали от кризиса, провоцируя враждебное отношение почти от всех слоев бразильского общества. Следуя за паникой на Уолл-стрит, правительство попробовало удовлетворить иностранных кредиторов поддержкой конвертируемости денег, что предлагалось иностранными банкирами и экономистами, несмотря на отсутствие поддержки этой идеи в бразильском обществе. Несмотря на утечку капитала, Вашингтон Луис придерживался политики твёрдого обменного курса, гарантируя конвертируемость бразильской валюты золотом, но как только золотой запас был исчерпан, правительство было вынуждено временно приостановить конвертируемость валюты, что привело к полной остановке внешнего кредитования.

### Причины революции 1930 года
Кроме депрессии и появления буржуазии, историческая динамика межрегиональной политики была существенным политическим фактором. Именно нарушение баланса привело к созданию альянса, который Жетулиу Варгас создал между новой городской буржуазией и землевладельцами, враждебно настроенными к правительству во всех штатах, кроме Сан-Паулу, в 1930 году.
Вместе с городскими буржуазными группами, Северо-западные сахарные бароны на протяжении долгого времени терпели притеснения от кофейных олигархов Юга. Северо-западные землевладельцы остро протестовали против прекращения Вашингтоном Луисом в 1930 году противозасуховых программ его предшественника. Это напряжение продолжалось уже многие годы. Упадок сахарной олигархии Северо-востока начался с лютой засухи 1877 года. Быстрый рост производства кофе в Сан-Паулу было обратной стороной той же монеты. После отмены рабства в 1888 году (Золотого закона) в Бразилии произошла массовая миграция эмансипированных рабов и крестьян с Северо-востока на Юго-восток, обеспечив стойкое поступление дешёвой рабочей силы для кофейных плантаторов.
Политика Старой республики, которая шутливо называлась «кофе с молоком» (порт. café com leite), основывалась на преимуществе в политике юго-восточных штатов Сан-Паулу и Минас-Жерайс, которые были самыми богатыми и густонаселёнными штатами Бразилии. На протяжении большей части Старой республики на посту президента страны чередовались губернаторы этих штатов.
В связи с недовольством правящим режимом на Юго-востоке и в Риу-Гранди-ду-Сул, кандидат в президенты 1930 года и лидер оппозиционного Либерального Альянса Жетулиу Варгас выбрал своим кандидатом в вице-президенты 1930 Жуана Песоа из северо-восточного штата Параиба. Понимая, что в таком случае при победе Либерального Альянса власть землевладельцев в сельских областях станет абсолютной, северо-восточные олигархи объединились под руководством Варгаса в новую политическую партию, PSD.

### Карьера Варгаса до революции
Губернатор Риу-Гранди-ду-Сул, самого южного штата Бразилии, Варгас был гаучо (владельцем ранчо крупного рогатого скота), и имел докторскую степень по юриспруденции. В 1930 году он выдвинулся кандидатом в президенты от Либерального Альянса.
Варгас был представителем олигархии землевладельцев, и поднялся высоко в политике благодаря системе патронажа, но имел свежее видение того, как должна развиваться бразильская политика, чтобы поддерживать национальное развитие. Он был экономическим националистом, который поддерживал развитие промышленности и либеральные реформы.
Также Варгас понимал, что с поломкой прямых отношений между работниками и собственниками расширяющихся бразильских предприятий, трудящиеся могли стать основой для новой формы политической власти — популизма. Именно применяя такой подход, он постепенно установил такую власть над политикой страны, которая позволила ему оставаться диктатором на протяжении пятнадцати лет. В связи с ростом проблем сельскохозяйственной кофейной олигархии, новые собственники промышленных предприятий получили большее влияние на политику Бразилии, даже средний класс начал показывать определённую силу. Хотя на протяжении раннего периода политической карьеры Варгас зависел от поддержки Восстания лейтенантов 1922 года, позднее он получил значительную поддержку городского населения.

### Революция 1930 года
Кризис власти начался в начале 1930 года, когда президент Вашингтон Луис объявил своим преемником губернатора штата Сан-Паулу Жулиу Престиса, что противоречило политике «кофе с молоком», согласно которой кандидатом от власти должен был стать губернатор Минас-Жерайса Антониу Карлус Рибейру ди Андрада. После этого Антониу Карлус, которого называют архитектором революции, примкнул к оппозиционному Либеральному альянсу Варгаса. Выборы, состоявшиеся 1 марта 1930 года, прошли легко для власти: Жулиу Престис одержал победу с 1 091 тыс. голосов против 742 тыс. голосов за Варгаса.
Однако эта победа не была признана Либеральным альянсом, который обвинил правительство в фальсификации результатов выборов. Кроме того, Альянс заявил о своей победе и начал приготовления к вооружённому противостоянию с правительством, опираясь на лояльных губернаторов и младших офицеров армии. Ситуация в стране значительно ухудшилась, когда 26 июля в Ресифи (штат Пернамбуку) был убит кандидат в вице-президенты Жуан Песоа. Хотя причины убийства так и не были выяснены, оно привело к массовым выступлениям протеста против властей. Началась мобилизация лояльных Альянсу сил, в основном под руководством младших офицеров.
Приблизительно за два месяца до окончания полномочий Вашингтона Луиса (15 ноября) массовые антиправительственные выступления значительно усилились, с жертвами на Северо-востоке страны. До 3 октября были свергнуты уже 8 лояльных правительству губернаторов штатов. 10 октября Жетулиу Варгас во главе своих сторонников выехал поездом в Рио-де-Жанейро, столицу страны. В попытке остановить его, правительственные войска попытались перекрыть дороги, в результате 12-13 октября в Кватигви, на границе штатов Сан-Паулу и Парана, произошли вооружённые столкновения с революционными войсками. Большое сражение могло произойти в Итараре, но его предотвратило фактическое падение правительства, когда 24 октября генералы Аугусту Тасу Фрагозу и Мена Баррету и адмирал Исайас ди Норонья создали военную хунту. Жетулиу Варгас прибыл в столицу через неделю после этих событий и официально занял пост временного президента 3 ноября 1930 года.

## Эра бразильского популизма

### Первый президентский срок Варгаса
Революция 1930 года стала результатом коалиции бразильских промышленных магнатов, городского населения, части землевладельцев и армии. На протяжении 1930—1934 годов Варгас пытался примирить очень разные интересы этих групп с помощью социального реформизма и внедрения программы социального обеспечения. Его реформы очень напоминали «Новый курс» американского президента Франклина Рузвельта, так что тот даже с гордостью называл Варгаса «одним из двух авторов Нового курса». Варгас стремился вывести Бразилию из Великой депрессии за счёт политики государственной интервенции. Он приобрёл симпатии новой городской буржуазии с помощью новых для Бразилии массовых идеологий популизма и национализма. Также как и у Франклина Рузвельта, его первые шаги были сосредоточены на экономическом стимулировании, программы, с которой были согласны все фракции коалиции.
Варгас проводил политику государственной интервенции в экономику, используя налоговые льготы, снижение требований к производителям и квоты на импорт для расширения местного промышленного производства. Он публично идеализировал средний класс и убеждал население в «непатриотичности использования иностранных товаров». На протяжении самого раннего периода правления Варгас сильно зависел от поддержки армейских низов. Его политика в чём-то напоминала политику Муссолини в фашистской Италии, с увеличенной долей популизма. Варгас стремился быть посредником в противоречии между рабочей силой и капиталом. Например, президент прекратил забастовку женщин-работников в Сан-Паулу, утвердил многие из их требований в законе и требовал от «фабричных комиссий» обращаться за посредничеством правительства в будущем.
Оппозиция существовала в первую очередь в среде могущественной паулистской кофейной олигархии, которая выступала резко против политики государственной интервенции в экономику и увеличения централизации власти, против его популистской и профашистской позиции, протекционализма (защиты политически лояльных производителей за счёт других) и усиления диктаторской позиции самого Варгаса. Его политика часто не была целостной, разные мероприятия объединялись только общей и плохо обозначенной идеей «модернизации». Попытки балансировать между слишком разными группами по своим социальным, политическим и экономическим интересам объясняют постоянные смены альянсов и идеологий Варгаса. Вместе с либеральной основой этого режима, они объясняют и его постепенный переход к диктатуре, построенной по образцу европейского фашизма.

### Отношения с сахарными баронами
Удовлетворение землевладельческого крыла коалиции скоро выявило реакционность правительства, особенно после 1934 года. Для поддержки дружественных латифундистов государство не только не вмешивалось в дела сельских олигархов, но даже помогала сахарным баронам закрепить контроль над сельской Бразилией.
Консерватизм Варгаса в делах сельского хозяйства усиливал раскол между обедневшим полуфеодальным Северо-западом и динамичным урбанизованным Юго-востоком. В ответ на поддержку сахарных баронов, государство подавило волну крестьянских восстаний на Северо-востоке, известных как кангасу (cangaço), что привело к возрождению латифундий, которые постепенно исчезали начиная с 1870-х годов. На протяжении Старой республики латифундии разлагались изнутри в результате оттока населения и крестьянских восстаний. В прошлом, во время царствования Педру II (1831—1889), крестьянство оставалось абсолютно подчинённым землевладельцам. Каждый плантатор имел собственную милицию, которая отвечала за поддержание порядка в границах его территории и контролировала крестьян.
Но крестьяне не были зависимыми, а полубандитские формирования были общей формой протеста. Среди крестьян были распространены анархические восстания и уклонение от налогов, что было общей практикой до 1930 года. С включением Северо-восточной олигархии в правящую коалицию правительство сосредоточилось на реструктуризации сельского хозяйства. Фактически государство все более и более жестко боролось с кангасьерами, восстанавливая порядок и власть плантаторов.
Варгас не только не сдержал свои предвыборные обещания реформировать сельское хозяйство, но полностью отнял у крестьян, большинство которых было индейского происхождения, возможность получить права рабочего класса, аналогично политике Муссолини, Франко и Салазара.
Таким образом, удовлетворение интересов землевладельцев привело к изменениям в правящей коалиции, игнорируя интересы её левого крыла. После середины 1932 года влияние младших офицеров на Варгаса быстро ослабло, хотя некоторые представители группы все ещё занимали важные правительственные должности. С этого времени становится заметным сдвиг коалиции вправо.

### Восстание в Сан-Паулу
Важную роль в смене курса правительства Варгаса сыграло восстание в Сан-Паулу в 1932 году, так называемая «Конституционалистская революция», за которой стояла кофейная олигархия, пытавшаяся вернуть власть. Поводом для восстания стало назначение Варгасом офицера с левыми взглядами, Жуана Алберту, временным губернатором (так называемым «интервентором») Сан-Паулу, вместо выбранного губернатора. Кофейные магнаты не могли смириться с кандидатурой Алберту, не принимая его усилия по централизации и проведению экономических реформ, такие как увеличение налогов на 5 процентов и раздачу части земли участникам революции. Под угрозой восстания Варгас заменил Жуана Алберту гражданским паулистой, назначив министром финансов банкира из Сан-Паулу и объявив дату проведения учредительских сборов. Но это только подзадорило кофейных олигархов, которые продолжали подготовку восстания.
Среди гражданского населения Сан-Паулу не существовало однозначного мнения относительно восстания, и на улицах городов проходили многочисленные митинги как в поддержку, так и против Варгаса. Во время одного такого митинга в городе Сан-Паулу 23 мая 1932 года пять молодых паулистов были убиты сторонниками правительства, что внезапно вызвало волну протестов. Уже 9 июля начались вооруженные стычки отрядов добровольцев с правительственными войсками, на помощь паулистам пришли отряды из Минас-Жерайс, Мату-Гросу и других штатов. Паулистская армия насчитывала около 3 тыс. солдат, 10 тыс. полицейских и около 20 тыс. добровольцев, в её планы входил захват Рио-де-Жанейро. Но восстание не продержалось долго, повстанческая армия была остановлена у долины Параиба и до 2 октября восстание было подавлено.

### Последствия восстания
До 1934 года режим Варгаса пришёл к форме, гибридной между фашистским режимом Муссолини в Италии и «Новым государством» Салазара в Португалии. Постепенно Варгас отошёл от идеи «временного правительства», отказался от либерального капитализма и социального реформизма, которые были основой левого крыла (крыла младших офицеров) Либерального Альянса. Отторжение левого крыла коалиции в наибольшей мере проявилось в отказе провести обещанную земельную реформу.
Варгас в наибольшей мере поддерживал плантаторское крыло коалиции и, несмотря на попытку восстания, был настроен на создание нового альянса с кофейной олигархией Сан-Паулу. Варгас освободил кофейных плантаторов, которые все ещё имели существенное влияние на выборную государственную машину, от значительной части банковских долгов, что помогло им оправиться от краха программы валоризации. Чтобы помириться со своими противниками после неудачного восстания, он даже приказал Банку Бразилии принять долговые обязательства, выпущенные правительством повстанцев.

### Конституция 1934 года
Президентский срок Варгаса должен был закончиться в ноябре 1934 года, а текущая бразильская конституция не позволяла проводить перевыборы. Для продолжения своего срока Варгас согласился на принятие новой конституции, надеясь получить таким образом возможность баллотироваться снова. Эта конституция была принята на всенародном голосовании 16 июля 1934 года. Как стало видно уже несколькими годами позднее, Варгас просто собирал силы, чтобы уничтожить демократические учреждения и установить фашистский диктаторский режим.
Голосование за эту конституцию было самым демократичным за всю раннюю бразильскую историю. Несмотря на свою недолговечность, эта конституция впервые была написана на пустом месте выбранными представителями народа на практически справедливых многопартийных выборах. Вследствие этого она содержала ряд усовершенствований политической, социальной и экономической жизни, например предоставление независимости судебной власти, предоставление выборных прав женщинам, создание веток судебной власти для контроля над выборами и трудовыми отношениями, провозглашение свободы слова, религии, передвижений и митингов. С другой стороны, конституция содержала и некоторые элементы европейского фашизма, она давала Варгасу контроль над рабочими союзами и лишала некоторых прав младших офицеров.
Многие положения новой конституции так никогда и не осуществились на практике. После 1934 года режим стал очень реакционным и характеризовался почти полным подавлением оппозиции, что не давало возможности исполнять многие из требований конституции.

### Трудовые отношения и переход к диктатуре
Режиму Варгаса всё больше угрожали прокоммунистические группы, которые искали альянс с крестьянством большинства богатых штатов, поддерживая земельную реформу. Несмотря на популистское прозвище «отец бедных», Жетулиу Варгас отдал всю власть в периферийных штатах земельной олигархии, что не отвечало народным ожиданиям.
Его дальнейшее продвижение в направлении удовлетворения требований латифундистов привело Варгаса к альянсу с интегралистами (Ação Integralista Brasileira, сокращенно AIB), полувоенным фашистским движением. Этот альянс способствовал заметному росту роли движения, которое быстро превратилось в важную политическую силу в Бразилии. После 1934 года также начинается получение контроля над общественными организациями и профсоюзами через создание фиктивных организаций такого рода, государственное посредничество и объединение организаций.
Несмотря на силовое подавление любых организаций крестьянской бедноты, требования земельной реформы становились все громче. Новые прокоммунистические альянсы между крестьянами, младшими офицерами и пока ещё небольшим слоем городского пролетариата набирали силу. Поскольку они потенциально могли привлечь преимущественное большинство населения страны, такие союзы серьёзно угрожали режиму Варгаса.

### Коммунистическо-фашистское противостояние
Продолжительные тенденции предполагали благоприятную для идеологического экстремизма атмосферу, особенно на Юго-востоке Бразилии. В основе этих тенденций лежали быстрое развитие промышленности на Юго-востоке и постоянные классовые конфликты, которые создали условия для роста массовых движений европейского типа. Бразильская коммунистическая партия была основана в 1922 году, и на протяжении 20-х годов выросло количество забастовок, организованных ею. Великая депрессия, которая сопровождала приход Варгаса к власти на волне разочарования консервативным строем предыдущего периода, значительно усилила левые партии и провоцировала призывы к социальным реформам.
С подавлением реакционного паулистского восстания и постепенной мобилизацией нового потенциального врага — городского пролетариата — основным направлением политики Варгаса стало получение контроля над рабочим классом. Сторонники Варгаса как в городской, так и в сельской Бразилии, как и в европейских фашистских странах, начали видеть в возрастающей организации рабочего класса угрозу своим интересам. С полным уничтожением кангасу на Северо-востоке, все сегменты правящего класса — как новой буржуазии, так и земельных олигархов — начали видеть в роли главного врага рост профсоюзного движения на более урбанизированном и более европейском (как по происхождению, так и по идеологии) Юго-востоке.
К 1934 году в Бразилии сформировались два чрезвычайно идеологизированных массовых движения европейского типа, которые охватили всю страну: одно профашистское, связанное с идеологией Рима и Берлина, другое — прокоммунистическое, связанное с Москвой. Первое движение было представлено в первую очередь уже упомянутым интегралистским движением (AIB), а второе составляло левый популярный фронт Aliança Nacional Libertadora (ANL). После распада альянса Варгаса с рабочей силой, главные города Бразилии превратились в поля битвы между коммунистическими и фашистскими силами, что напоминало Берлин 1932-33 годов. К середине 1935 года это привело к значительной дестабилизации всей политической жизни в стране.
Левый блок ANL был создан в начале 1935 года из социалистов, коммунистов и других прогрессивных деятелей, под руководством Коммунистической партии и её лидера Луиса Карлоса Престеса, известного как «Рыцарь надежды» восстания лейтенантов (хотя он ещё не был коммунистом в то время). Предвестник Че Гевары, Престес провёл легендарный, но бесполезный «Долгий марш» через бразильскую провинцию во время участия в неудачном восстании лейтенантов 1922 года против кофейных олигархов. Этот опыт, напротив, оставил Престеса скептичным относительно революционных политических методов борьбы, и позднее привёл к отделению маоистской части партии, настроенной на борьбу, от её консервативной марксистско-ленинской части.

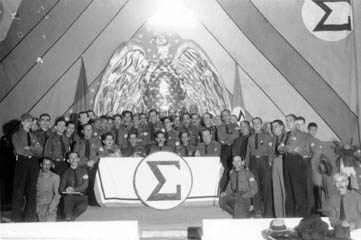
Закрытая Сессия Конгресса Интегралистов.
В центре сидит Плиниу Салгаду.
Блуменау, 1935

Фашистское интегралистское движение AIB было основано в начале 1933 года его неизменным лидером Плиниу Салгаду. С самого начала интегралисты использовали нацистскую символику, римское приветствие и все другие видимые элементы европейского фашизма. AIB была военизированной организацией, которая была известна уличными демонстрациями и агрессивной риторикой и непосредственно финансировалась итальянским посольством. Интегралисты заимствовали пропагандистские лозунги непосредственно из нацистской литературы, включая нападки на коммунистов, либералов и евреев и поддержку фанатичного национализма (который не существовал в разнородной и терпимой стране) и «христианской морали». Так же, как и европейские фашисты, это была, по сути, мелкобуржуазная организация. В частности, они имели поддержку офицеров, особенно на флоте.
Противостояние закончилось в связи с активным вмешательством правительства, которое полностью поддерживало фашистскую сторону в конфликте. В так называемом «Акте государственной безопасности», принятом в марте 1935 года, федеральный парламент заклеймил всю левую оппозицию как «неконструктивную», что позволило Варгасу запретить ANL. В результате этого в ноябре того же года, хотя и очень неохотно, альянс начал вооружённое восстание. Авторитарный режим, также как и фашистские режимы Европы, ответил арестами и казнями левых лидеров и государственным террором.
До конца года альянс и коммунистическая партия были полностью разгромлены, а интегралисты заняли лидирующие позиции в государственной политике. AIB начала быстро наращивать число членов по всей Бразилии, особенно на Юге, где было значительное число бразильцев немецкого происхождения. В 1938 году интегралисты предприняли вооружённый мятеж, который был подавлен полицией.
Во главе репрессивного аппарата режима стоял начальник полиции и ДОПС Рио-де-Жанейро Филинто Мюллер. Он придерживался взглядов, близких к интегрализму, однако жёстко подавлял любые выступления против Варгаса, будь то коммунистические или фашистские. Важную роль в силовых структурах играли младший брат президента Бенжамин Варгас (куратор органов безопасности) и главный телохранитель Грегорио Фортунато (с 1938 года — начальник президентской охраны).

### Централизация и корпоративизм
Начиная с 1935 года политика профашистского правительства страны преследовала две главные цели: стимулирование промышленного роста (под лозунгами национализма) и подчинение рабочего класса. Правительство реализовало идеи корпоративизма, заложенные в конституции 1934 года, которые должны были объединить все слои населения, как в фашистской Италии. На практике это означало ослабление организованной рабочей силы и получение полного контроля над рабочим классом. При этом рост промышленности и урбанизация увеличивала роль рабочего класса, приводя к необходимости объединения его в альянс. Варгас, как и несколько позднее Хуан Перон в соседней Аргентине, следовали стратегии Муссолини, объединяя рабочий класс под лозунгами национализма.
Согласно конституции 1934 года усиливалась централизация власти в стране в Рио-де-Жанейро и решительно ограничивалась автономия штатов. По сути центральная роль паулистской кофейной олигархии была заменена системой, где интересы землевладельцев все ещё учитывались, но была создана экономическая основа, необходимая для развития нового промышленного сектора.
Конституция также давала Палате Депутатов право контроля над частным сектором экономики, который использовался для индустриализации страны и снижения иностранной зависимости. Промышленность страны была организована в государственные синдикаты, которые состояли из бизнес-структур, которые находились в частной собственности бразильцев. Таким образом государство обеспечивало прямой механизм планирования и прямых инвестиций в важнейшие отрасли промышленности. Государственные и частично государственные компании доминировали в тяжёлой и инфраструктурной промышленности, а частный бразильский капитал преобладал в производстве, но на протяжении 1930-х годов также выросли и прямые иностранные инвестиции, поскольку иностранные корпорации стремились увеличить свою долю внутреннего рынка и преодолеть тарифные барьеры и проблемы обмена валют путём перенесения части производства в Бразилию. Государство таким образом делало акцент на основных секторах экономики, столкнувшись с нелёгким заданием создания жизнеспособной финансовой базы для будущего роста стратегических отраслей: горной промышленности, переработки нефти, стали, тяжёлого машиностроения и химической промышленности.

## Эстадо Ново

### Конституция 1937 года

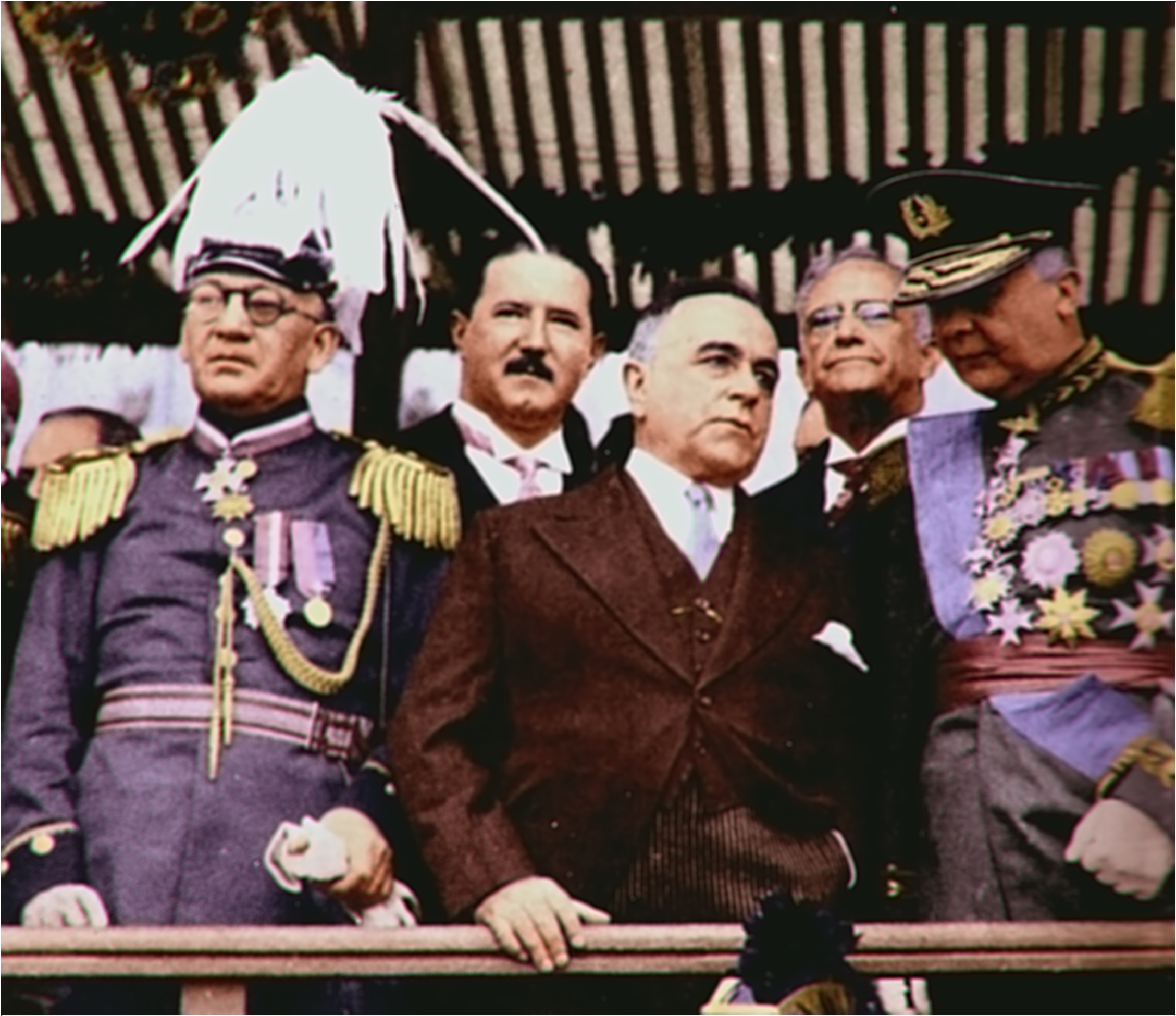
Жетулиу Варгас (в центре) во время празднования 50-й годовщины провозглашения республики в Бразилии, 15 ноября 1939 года

Также как и европейские фашисты, Варгас использовал угрозу коммунизма для оправдания собственной диктатуры. Фашистская диктатура «Эстадо Ново» (Новое государство) была построена по образу номинально нейтрального, но по сути фашистского «Нового государства» Салазара в Португалии. Эта диктатура окончательно материализовалась в 1937, когда предполагалось, что Варгас оставит пост президента в январе 1938 года, как это требовала конституция 1934 года. Но 29 сентября 1937 года генерал Дутра представил «План Коэна» (назван в честь венгерского коммунистического лидера, Белы Куна), который описывал детальный план коммунистической революции. «План Коэна» был лишь фальсификацией, сделанной интегралистами, но Варгас использовал его чтобы объявить предложенное Дутрой состояние чрезвычайного положения в государстве, также как Гитлер несколькими годами раньше использовал поджог Рейхстага для обвинения коммунистов и оправдания диктатуры. 10 ноября Варгас в радио-обращении к народу заявил о принятии на себя диктаторских полномочий, которые закреплялись новой конституцией (второй за время его режима), полностью переписанной с конституций европейских фашистских государств, таким образом приостановив президентские выборы и распуская конгресс. Варгас, как Гитлер и Муссолини, укреплял свою власть постепенно в рамках установленного государственного строя, а не путём одной революции.
Режим «Эстадо Ново» был мягче по сравнению с режимом нацистской Германии. Также как и европейские фашисты, Варгас отменил оппозиционные политические партии, ввёл жёсткую цензуру, организовал централизованную полицию и наполнил тюрьмы политическими диссидентами, пропагандируя национализм и устанавливая полный контроль над государственной политикой.
Хотя конституция Эстадо Ново и запрещала военизированные группы, включая интегралистов, которые угрожали личной власти Варгаса, политическая и экономическая политика государства имела много общего с политикой Муссолини. Варгас запретил забастовки и отнял у работников право организовывать независимые от правительства профсоюзы. Как и Муссолини, он использовал правительство в качестве посредника между классами, устанавливая, например, минимальную заработную плату для промышленных рабочих, но не для крестьян, точно так же, как Муссолини поддерживал городской пролетариат, но игнорировал крестьянство. Его политика индустриализации с помощью центрального планирования при сохранении частной собственности была ещё одной общей чертой.

### Индустриализация
На протяжении Эстадо Ново государство анонсировала амбициозный Пятилетний план, целью которого были развитие тяжёлой промышленности, создание новых источников гидроэлектроэнергии, расширение железнодорожной сети и развитие финансовой базы Бразилии. Эти мероприятия без сомнения вели к буржуазной революции, как минимум частичной. В 1940 году производство электроэнергии в Бразилии достигло 1 миллиона киловатт, из которых 60 процентов производилось в районе штата Сан-Паулу, в первую очередь благодаря сооружению гидроэлектростанций. Производство цемента выросло с 87 тыс. тонн в 1930 году до 700 тыс. тонн в 1940. Производство железа и стали выросло с 90 тыс. тонн в 1929 году до 150 тыс. тонн в 1939. Число производственных предприятий было более чем удвоено на протяжении десятилетия, достигнув 50 тыс. в 1940 году. Фабрики в штате Сан-Паулу использовали 35 процентов индустриальной рабочей силы и производили 43 процента стоимости промышленной продукции. За исключением экспорта ткани, бразильская промышленность почти исключительно обслуживала местный рынок.
К 1941 году в Бразилии было 44 100 заводов, где работало 944 тыс. рабочих (для сравнения в 1920 году эти цифры составляли 13 336 заводов и около 300 тыс. рабочих). В 1942 году правительство основало Компанию Долины Риу-Доси (Companhia Vale do Rio Doce) для разработки богатых месторождений железной руды Итабиры, в 1944 оно основало компанию для добычи и первичной переработки материалов, необходимых химической промышленности, в 1946 году Национальная Моторная Компания начала производство грузовиков. В том же году осуществилась одна из мечт Варгаса — Национальная Сталелитейная Компания начала производство на заводе в Вольта-Редонда между Рио-де-Жанейро и Сан-Паулу. Предвидя необходимость в топливе для современной промышленности, Варгас в 1938 году создал Национальную Нефтяную Компанию, которая начала поиск нефти. К 1940 году бразильское промышленное производство выросло очень существенно, но производство кофе снизилось. В результате для удовлетворения интересов старой олигархии правительство инвестировало значительные суммы в производство кофе, который продолжал быть главным экспортным продуктом Бразилии.

### Городское планирование
Эстадо Ново имела значительный эффект для развития бразильской архитектуры, в первую очередь потому что государство имело достаточные полномочия для осуществления амбициозных планов городского планирования. Хотя для осуществления всех этих планов и не хватало средств, эти проекты имели значительный и продолжительный эффект для организации городов. Один из лучше всего спланированных городов в мире, Куритиба, получил свой первый генплан в 1943 г. в период Эстадо Ново. Генеральный план развития города был разработан известным французским архитектором-планировщиком Альфредом Агашем.

### Вторая мировая война
Несмотря на фашистскую природу Эстадо Ново, Бразилия в конце концов выступила на стороне союзников во Второй мировой войне. Но сначала, ещё до провозглашения Эстадо Ново, считалось что Бразилия склонялась к поддержке стран оси. Между 1933 и 1938 годами Германия стала главным рынком для бразильского хлопка и вторым наибольшим импортёром бразильского кофе и какао. Немецкий Банк Южной Америки даже открыл триста филиалов на территории Бразилии. В конце концов прагматичное бразильское правительство приняло сторону союзников, хотя и после долгого периода выторговывания для себя наиболее выгодных торговых условий. Даже в мае 1941 года, уже после вторжения Германии в Польшу, Варгас направил Гитлеру поздравительную телеграмму в его день рождения, передавая «лучшие пожелания вашего личного счастья и процветания Немецкой нации», таким образом все ещё пытаясь вести двойную игру. Такая двойная игра, вместе с быстрым увеличением гражданской и военной торговли между Бразилией и нацистской Германией, вызывала постоянное беспокойство правительств союзников, которые продолжали задаваться вопросом «кто такой Варгас и чего он хочет».
Бразильская правящая коалиция также разрывалась между просоюзническими и пронемецкими крыльями. Бразильские генералы, например ближайшие к Варгасу Педру Монтейру и Эурику Гаспар Дутра, восхищались немецким военно-индустриальным комплексом и горели желанием подписать договор с Германией. Пронемецкая фракция режима Варгаса была сильнейшей в армии, тогда как его помощники из олигархии были более лояльны Союзникам, благодаря установленным экономическим связям с США с Великобританией. Так как Союзники были более перспективными торговыми партнёрами, Варгас в конце концов и принял их сторону, объявив войну Германии и Италии в 1942 году и послав 25-тысячный Бразильский экспедиционный корпус в Европу на помощь союзникам. Бразилия понесла довольно заметные потери от войны, когда в августе 1942 года немецкие подводные лодки начали постоянные нападения на бразильские торговые суда.

### Конец Эстадо Ново
Соглашение с антифашистскими Союзниками привело к непониманию среди бразильского среднего класса, которое, например, Салазар и Франко избежали в связи с поддержкой номинального нейтралитета, что позволило им не провоцировать антифашистские настроения в обществе и избежать вооружённого противостояния с союзниками. В связи с антифашистскими настроениями Варгас был вынужден пойти на некоторую либерализацию своего режима, в обществе, которое больше не боялось беспорядков в стране и коммунистического реванша. Он объявил «новую послевоенную эру свободы», что включало амнистию для политических заключенных, возвращение президентских выборов и легализацию оппозиционных партий, включая безнадёжно ослабленную Компартию.
Тем не менее именно недовольство этой либерализацией и привело к новому государственному перевороту. 29 октября 1945 года наиболее правые члены правительства Варгаса, генералы Педру Монтейру и Эурику Гаспар Дутра, свергли его с должности президента и назначили временным президентом главу Верховного суда Бразилии Жозе Линьяриша. Эта дата считается концом Эстадо Ново, хотя Варгас ещё вернулся в должность президента в 1950 году.